# Tascosa
Tascosa, a volte chiamata Old Tascosa, è una città fantasma del Texas situata nella contea di Oldham, a nord-ovest di Amarillo. Già capoluogo di dieci contee nella regione del Panhandle, la città ebbe un breve momento di gloria negli anni 1880 quando divenne rivale economica di Dodge City.

## Storia

### Origini
Tascosa, dal nome di un vicino torrente, era ubicata vicino a un guado del fiume Canadian, che i cowboys utilizzavano per raggiungere il centro di distribuzione delle merci e il mercato del bestiame di Dodge City. Il ruolo di Tascosa era paragonabile come centro regionale a quello di Mobeetie nella contea di Wheeler più a est. Le abitazioni erano realizzate in tende e adobe, con un tribunale in pietra eretto nel 1884 al costo di 18.000$. Raggiunse il suo apice nel 1888 grazie al commercio del bestiame, all'agricoltura, alle industrie casearie e in generale agli scambi di merce.
Tascosa forniva servizi per i ranch situati in un raggio di un centinaio di miglia da essi. Era un ritrovo popolare per i cowboys che frequentavano bar e sale da ballo dopo i lavori nella valle del fiume Canadian. Con le sue case da gioco e bordelli, Tascosa fu meta di personaggi del vecchio West come Billy the Kid e Pat Garrett. Nonostante la fama di illegalità e per molti anni rimanesse priva di una chiesa, Tascosa aveva un considerevole numero di cittadini influenti. Il Tascosa Pioneer scrisse che la comunità "è molto meno rozza di come molti sono stati indotti a credere... in generale, la gente di Tascosa e di Oldham è di buon cuore, socievole e straordinariamente civile. L'illegalità è l'eccezione, non la regola"
L'ufficio postale fu aperto il 24 giugno 1878. Nel 1880, a Tascosa e nella contea di Oldham, si era raggiunto un numero di elettori sufficienti a stabilire una amministrazione locale autonoma. Oldham divenne la seconda contea organizzata nel nord-ovest del Texas. Nove contee del Panhandle (Hartley, Dallam, Sherman, Moore, Potter, Randall, Deaf Smith, Parmer e Castro) furono tolte all'amministrazione della contea di Wheeler e passarono a quella di Oldham come ambito territoriale e giudiziario. Tascosa quindi assunse un ruolo governativo pari a quello di Mobeetie.
Tascosa ospitava una collina degli stivali.

### Declino
L'arrivo della Fort Worth and Denver Railway nelle intenzioni avrebbe dovuto rivitalizzare Tascosa. Tuttavia, la città distava dalla ferrovia due miglia tutte in terreno desertico. Sebbene il direttore del Tascosa Pioneer ritenesse che i cittadini potessero tranquillamente superare questa difficoltà, questa limitazione fisica si rivelò alla fine insormontabile.
Negli anni 1930 la città era quasi deserta. Nel 1938, sul sito della cittadina venne costruito il Boys Ranch di Cal Farley. Il vecchio tribunale (ora un museo) e la scuola del 1889 sono gli unici edifici del centro storico sopravvissuti nel XXI secolo.

## Cultura
Tascosa è stata usata come set per la scena della resa dei conti tra Lin McAdams (James Stewart) e Dutch Henry Brown (Stephen McNally) nel film western statunitense del 1950 Winchester '73.
A Tascosa è inoltre parzialmente ambientato il film ...continuavano a chiamarlo Trinità (1971).